# Copa Sultan Qaboos
La Copa omanita de futbol o Copa Sultan Qaboos és la màxima competició per eliminatòries de futbol d'Oman. La primera edició es va celebrar el 1972.

## Historial
Font:
- 1972-73 : Al-Ahli
- 1973-74 : Sur Club
- 1974-75 : Al-Tali'aa
- 1975-76 : Fanja
- 1976-77 : Fanja
- 1977-78 : Dhofar
- 1978-79 : Fanja
- 1979-80 : Oman Club
- 1980-81 : Dhofar
- 1981-82 : Dhofar
- 1982-83 : Al-Ahli
- 1983-84 : Al-Ahli
- 1984-85 : Al-Ahli 3-0 Dhofar
- 1985-86 : Fanja
- 1986-87 : Fanja 3-0 Al-Ahli
- 1987-88 : Fanja 2-1 Al-Nasr
- 1988-89 : Al-Ahli 1-0 Al-Nasr
- 1989-90 : Fanja
- 1990-91 : Dhofar
- 1991-92 : Fanja
- 1992-93 : Sur Club
- 1993-94 : Al-Oruba 1-0 Dhofar
- 1994-95 : Oman Club
- 1995-96 : Al-Nasr venç Al-Ahli
- 1996-97 : Al-Seeb
- 1997-98 : Al-Seeb 1-0 Al-Oruba
- 1998-99 : Al-Seeb 1-0 Sedab
- 1999-00 : Dhofar 2-1 Al-Nasr
- 2000-01 : Al-Nasr 2-1 Al-Oruba
- 2001-02 : Al-Oruba 1-0 Al-Nasr
- 2002-03 : Al-Nasr 2-1 Dhofar
- 2003-04 : Rowi 2-0 Al-Seeb
- 2004-05 : Dhofar 1-0 Muscat
- 2005-06 : Al-Nasr 3-1 Al-Seeb
- 2006-07 : Dhofar 2-1 Sur Club
- 2007-08 : Sur Club 1-1 (4-3 pen) Muscat
- 2008-09 : Al-Suwaiq 1-0 Al Nahda